# Sharon Wardle
Sharon Wardle (nascida em 1964/5) é uma diplomata britânica. Ela foi Embaixadora na Gâmbia de 2017 a 2018 e, em seguida, Alta Comissária na Gâmbia de 2018 a 2020. Em 2021 ela tomou posse como embaixadora na Argélia.

## Carreira
Wardle tornou-se diplomata quando ingressou no Foreign, Commonwealth &amp; Development Office em 1985.
Ela foi a Embaixadora na Gâmbia de 2017 a 2018, substituindo Colin Crorkin e seria sucedida por David Belgrove em agosto de 2020.
Em 2021 ela tornou-se embaixadora na Argélia; ela substituiu Barry Lowen, que por sua vez tornou-se embaixador no Mali.